# Grafos acíclicos dirigidos

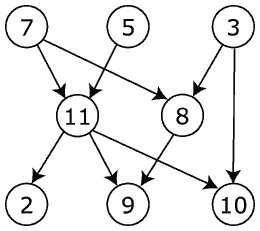
Um grafo dirigido acíclico.

Em matemática, um grafo acíclico dirigido, (em inglês: directed acyclic graph, ou simplesmente um dag ou DAG), é um grafo dirigido sem ciclo; isto é, para qualquer vértice v, não há nenhuma ligação dirigida começando e acabando em v. Estes grafos aparecem em modelos onde não faz sentido que um vértice tenha uma ligação com si próprio. Por exemplo se uma linha u→v indica que v é parte de u, tal ligação indicaria que u é parte de si mesmo, o que é impossível.

## Definições
Um grafo é formado por vértices e por bordas que conectam pares de vértices, onde estes podem ser qualquer tipo de objeto que está conectado em pares por bordas. No caso de um grafo direcionado, cada borda tem uma orientação, de um vértice a outro vértice. Um caminho em um grafo direcionado é uma sequência de bordas tendo a propriedade de que o vértice final de cada borda na sequência é o mesmo que o vértice inicial da próxima borda na sequência; um caminho forma um ciclo se o vértice inicial de sua primeira borda é igual ao vértice final de sua última borda. Um grafo acíclico dirigido é um grafo direcionado que não tem ciclos.
Um vértice v de um grafo direcionado é dito ser alcançável a partir de outro vértice u quando existe um caminho que começa em você e termina em v. Como um caso especial, cada vértice é considerado alcançável a partir de si mesmo (por um caminho com bordas zero). Se um vértice pode alcançar-se através de um caminho não trivial (um caminho com uma ou mais bordas), então esse caminho é um ciclo, então outra maneira de definir grafos acíclicos direcionados é que eles são os grafos em que nenhum vértice pode alcançar-se através de um caminho não trivial.

## Terminologia
Uma origem (inglês: source: fonte) é um vértice sem ligações que lhe chegam, enquanto que um sorvedouro (inglês: sink: afundamento) é um vértice sem ligações que partem dele.
Um gad (grafo acíclico dirigido) finito tem pelo menos uma origem e pelo menos um sorvedouro.
A extensão de um gad finito é a extensão (número de linhas) do caminho dirigido mais extenso de todos.

## Aplicações
Grafos dirigidos acíclicos têm muitas aplicações importantes na informática, incluindo:
- A estrutura de directoria num típico sistema de ficheiros UNIX
- A parse tree construída por um compilador
- Rede Bayesiana
- Análise retrossintética, uma técnica de planejamento de sínteses orgânicas
- Como base de arquitectura de algumas tecnologias de registro distribuído ou Distributed Ledger Technologies (DLT) que se distinguem da arquitectura Blockchain, como IOTA e Hedera Hashgraph.
- Estrutura de dados fundamentais do sistema de controle de versão Git